# Reflexió difusa

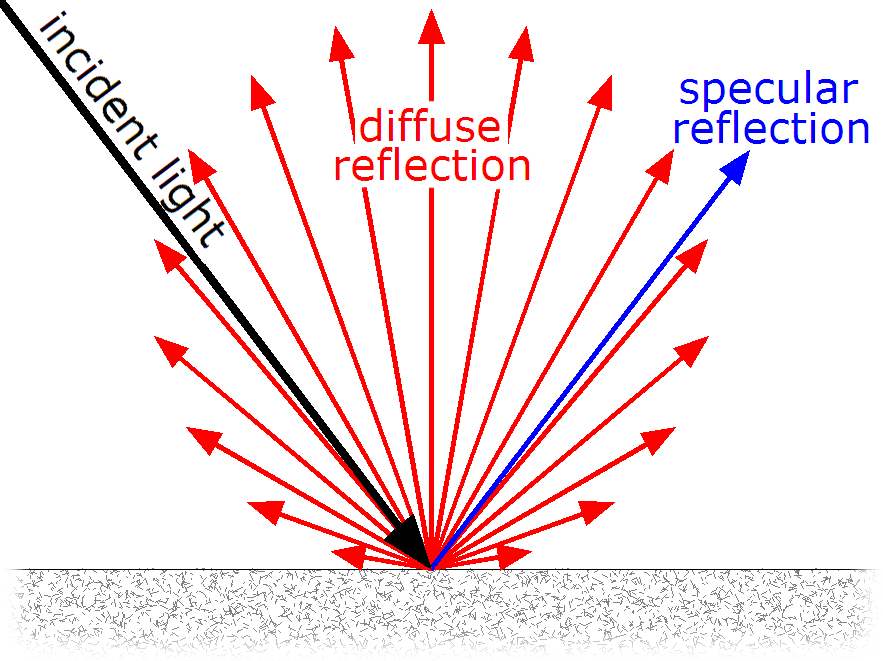
Reflexió difusa i especular sobre una superfície brillant. Els rajos representen la intensitat lluminosa, la qual varia d'acord amb la Llei de Lambert-Beer per a un reflector difús ideal

La reflexió difusa és la reflexió de la llum des d'una superfície, de tal manera que un  raig incident és reflectit en molts angles, en comptes de fer-ho només en un angle, com en el cas de la reflexió especular. Una superfície reflectant difusa ideal té la mateixa luminància des de totes les direccions que es trobin en el semiespai adjacent a la superfície.
Una superfície feta a partir d'unes pólvores no absorbents com el guix, de fibres com el paper o d'un material policristal·lí com el marbre, reflecteix la llum de forma difusa amb gran eficiència. Molts materials comuns tenen una barreja de reflexió especular i reflexió difusa.
La visibilitat dels objectes, excloent als emissors de llum, és deguda principalment a la reflexió difusa de la llum: la llum dispersada per la reflexió difusa forma la imatge de l'objecte a l'ull de l'observador.

## Mecanisme

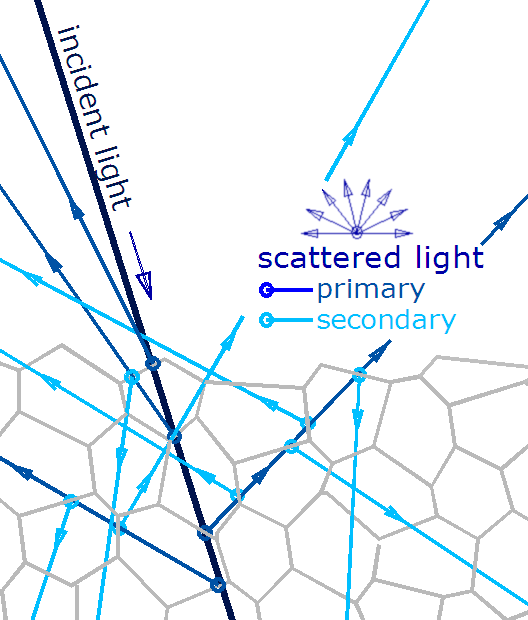
Figura 1 – Mecanisme general de reflexió difusa en una superfície sòlida (el fenomen de refracció no està representat)

En general, la reflexió difusa en els sòlids no és deguda a la rugositat de la superfície. Encara que una superfície plana hauria de donar una reflexió especular, això no impedeix que hi hagi també reflexió difusa. Un tros de marbre blanc altament polit continua sent blanc; no importa quant es poleixi, no és possible convertir el marbre en mirall. El polit, però, produeix l'existència de certa reflexió especular, però la resta de la llum continua sent reflectida de forma difusa.
El mecanisme més general pel que una superfície produeix una reflexió difusa no té una relació directa amb la superfície: la major part de la llum reflectida prové de centres de  dispersió sota la superfície, com es mostra a la figura 1. Si ens imaginem que la figura representa neu i els polígons són els seus cristalls de gel (transparents), un raig incident és reflectit parcialment (un petit percentatge) per la primera partícula, entra dins d'ella, és reflectit de nou per la interfase amb la segona partícula, entra dins d'aquesta, incideix amb la tercera, i així successivament. Això genera una sèrie de raigs «primaris» dispersats en direccions aleatòries, els quals, a través del mateix mecanisme, generen un gran nombre de raigs «secundaris», que generen raigs «terciaris», etc. Tots aquests raigs viatgen a través dels cristalls de neu, que no absorbeixen llum, fins que arriben a la superfície i surten en direccions aleatòries. El resultat final és que la llum és enviada de retorn en totes les direccions, de manera que la neu llueix blanca, tot i que està composta d'un material transparent (el gel).
Per simplicitat, aquí es parla de «reflexions», però en forma més general, les interfases entre les petites partícules que constitueixen molts dels materials són irregulars en una escala comparable a la longitud d'ona de la llum. Per tant, la llum difusa es genera en cada interfase, més que un únic raig reflectit. Tanmateix, la descripció segueix sent la mateixa.

Figura 2 – Reflexió difusa en una superfície irregular.

El mecanisme és molt general, perquè gairebé tots els materials comuns estan fets de «coses petites» enganxades entre si. Els materials minerals són, en general policristal·lins: se'ls pot descriure com compostos per un mosaic tridimensional de cristalls petits de forma irregular. Els materials orgànics estan compostos usualment per fibres de cèl·lules, amb les seves  membranes i les seves estructures internes complexes. A part d'això, cada interfase, o imperfecció no homogènia pot desviar, reflectir o dispersar la llum, reproduint el mecanisme anterior.
Hi ha pocs materials que no segueixin aquest mecanisme. Entre ells hi ha els metalls, els quals no permeten que entri la llum dins d'ells; els gasos, els líquids, el vidre i els plàstics transparents (que tenen una estructura microscòpica amorfa, similar a un líquid); els monocristalls, com alguna gemma; també alguns materials especials com els que formen la còrnia i el cristal·lí de l'ull. No obstant això, aquests materials poden reflectir de forma difusa si la seva superfície és microscòpicament rugosa, com el vidre esmerilat (Figura_2), o si la seva estructura interna es deteriora com dins les cataractes en el cristal·lí de l'ull .
Una superfície també pot presentar reflexió especular i difusa, com en el cas d'una pintura brillant, el que dona una fracció de reflexió especular, mentre que les pintures d'acabat mat donen gairebé exclusivament reflexió difusa.

### Reflexió especular en contraposició a la reflexió difusa
Virtualment tots els materials poden generar reflexió especular, sempre que la seva superfície pugui polir-se fins a eliminar les irregularitats a una escala comparable a la longitud d'ona de la llum visible (una fracció d'un  micròmetre). Alguns materials, com els líquids i els vidres no tenen subdivisions internes que provoquin dispersió en les sub-superfícies, per mitjà del mecanisme descrit anteriorment. Així, aquests materials poden ser clars i generar només reflexió especular (encara que no molta), mentre que, entre els materials comuns, únicament els metalls polits poden reflectir especularment la llum amb alta eficiència (el material reflector dels miralls és en general alumini o plata). Tots els altres materials comuns, tot i estar perfectament polits, tan sols tenen, en general, un petit percentatge de reflexió especular, excepte en alguns casos particulars, com la reflexió a la superfície d'un llac a un angle gairebé paral·lel a aquesta, la reflexió total interna dins d'un prisma de vidre, algunes configuracions complexes com la pell platejada de certs peixos, o la superfície reflectora d'un mirall dielèctric.
La reflexió difusa en materials blancs, en canvi, pot ser altament eficient al tornar gairebé tota la llum que reben, a causa de la suma de totes les reflexions en les diverses sub-superfícies.

## Objectes de color
Fins al moment s'han discutit únicament objectes blancs, que no absorbeixen llum. No obstant això, el model anterior continua sent vàlid en el cas que el material sigui absorbent. En aquest cas, els raigs difosos perdran algunes longituds d'ona durant el seu pas dins del material i emergiran amb cert color.
Fins i tot, la difusió afecta de manera substancial el color dels objectes, ja que determina la trajectòria mitjana de la llum en el material i, per tant, fins a quin punt són absorbides les diferents longituds d'ona.  La tinta vermella llueix negra quan es troba en el seu contenidor. El seu color vívid es percep només quan es col·loca sobre un material dispersor (com el paper). Això passa perquè la trajectòria de la llum a través de la fibres del paper -i a través de la tinta- és d'una fracció de mil·límetre. En canvi, la llum que prové del contenidor ha creuat una distància de centímetres dins de la tinta i ha estat fortament absorbida, fins i tot en longituds d'ona vermelles.
Quan un objecte amb color té reflexió tant difusa com especular, usualment només la component difusa adquireix color. Una cirera reflecteix difusament la llum vermella, absorbeix tots els altres colors i té una reflexió especular que és, en essència, blanca. Això és força general perquè, a excepció dels metalls, la reflectivitat de la majoria dels materials depèn de l'índex de refracció, el qual varia poc amb la longitud d'ona -encara que aquesta variació és la que causa la dispersió cromàtica en un  prisma -, de manera que tots els colors són reflectits amb gairebé la mateixa intensitat. En canvi, les reflexions de diferent origen poden resultar amb color: les reflexions en metalls, com l'or o el coure, o les reflexions amb interferència com la iridescència, en les plomes d'un paó o en una  capa antirreflectant.

## Importància per a la visió
En mirar el nostre entorn, veiem la gran majoria dels objectes gràcies principalment a la reflexió difusa sobre la seva superfície. Això és vàlid amb algunes excepcions, com en el cas dels vidres, els líquids reflectors, els metalls polits o suavitzats, els objectes brillants i els cossos que emeten llum per si mateixos, com ara el terra, les làmpades o les pantalles d'ordinador (les quals, però, emeten llum difusa ). A l'exterior passa el mateix, amb l'excepció, potser, d'un flux transparent d'aigua o dels colors iridescents d'un escarabat. A part d'això, la dispersió de Rayleigh és la responsable del color blau del cel, i la dispersió de Mie del color blanc de les petites gotes d'aigua en els núvols.
La llum dispersada a la superfície dels objectes és amb una gran mesura la llum principal que els humans observen.

## Interreflexió
La interreflexió difusa és un procés en el qual la llum reflectida per un objecte incideix sobre altres del seu voltant, il·luminant-los. Específicament, la interreflexió difusa descriu la llum reflectida pels objectes que no són brillants o  especulars. En termes quotidians, el que això significa és que la llum és reflectida per superfícies no brillants com el terra, les parets, les teles, fins i tot arribant a certes àrees que no estan directament en la línia de visió amb la font de llum. Si la superfície difusa té algun color, la llum reflectida tindrà també una part de color, amb el que resulta una coloració similar dels objectes circumdants.
En gràfics 3D per computadora, la interreflexió difusa és un component important de la il·luminació global. Hi ha diverses maneres de modelar la interreflexió difusa al moment de recrear una escena. La radiositat i el mapatge de fotons són dos dels mètodes usats avui dia.